# Cassandra O'Donnell
Cet article possède un paronyme, voir O'Donnell.
Œuvres principales
- Univers Rebecca Kean
- Série Les Sœurs Charbrey
- Série Malenfer
- Série Le Monde secret de Sombreterre
- Série La Légende des quatre

Cassandra O'Donnell, née à Lille, est une romancière française.

## Biographie

### Enfance et formation
Cassandra O'Donnell est originaire de Lille. Admiratrice de Victor Hugo, Colette, Oscar Wilde, Tolkien, Ilona Andrews et Laurell K. Hamilton, elle suit des études de droit et de théâtre,. 

### Carrière
Cassandra O'Donnell devient d'abord réalisatrice de documentaires et de reportages avant de se lancer en 2011 en littérature jeunesse. Depuis, inspirée par ses nombreux voyages, elle écrit environ deux livres par an. 
Elle décide de prendre son pseudonyme actuel pour créer la saga Rebecca Kean en 2011, publiée chez j'ai lu, dans la collection Darklight. Elle raconte l'histoire d'une sorcière condamnée à mort tentant de vivre clandestinement parmi les humains.
En 2013, elle se lance dans la romance historique, dans la collection J'ai lu pour Elle, avec la saga Les Sœurs Charbrey. Durant le Salon du livre de Paris 2013, elle participe à la conférence 50 nuances de romance.
En 2014, elle publie, chez Flammarion, le premier tome d'une saga fantasy destinée aux 8-10 ans intitulée Malenfer. L'histoire se déroule à Wallangar, un lieu bordé par un lac infernal et une forêt maléfique. On y suit, sur cinq tomes, les aventures de Gabriel et Zoé, un frère et une sœur qui vivent seuls depuis que leurs parents sont partis chercher de l’aide pour affronter la forêt maléfique aux abords de leur maison. Une BD, inspirée de l'histoire, est publiée, et le tout est vendu, au bout de quatre ans, à 130 000 exemplaires.
En 2016, elle se lance dans la comédie policière, chez Pygmalion, avec Les Aventures improbables de Julie Dumont.
Sa seconde saga jeunesse, Le Monde secret de Sombreterre, sort en 2016, avec l'intégrale des trois tomes remaniés publiée en 2023. La trilogie raconte l'histoire de Victor, un garçon qui a le pouvoir de voir les créatures invisibles. Il rencontre Alina, un monstre sur l’épaule, qui veut l'emmener dans un monde où une guerre est sur le point d'éclater.  
En 2018 sort le premier tome de la série La Légende des quatre, une saga post-apocalyptique pour collégiens. Les deux premiers tomes dépassent les 30 000 exemplaires vendus dès leur sortie. Le roman raconte l'histoire d'hommes et de femmes qui se transforment en animaux et en prédateurs géants, sur une planète détruite par la pollution et les guerres. Ces derniers vont devoir se défendre face aux humains survivants.  
À la suite de la parution du sixième tome de la série Rebecca Kean, un spin-off centré sur le personnage de Léonora Kean, la fille de Rebecca Kean, est publié aux éditions Pygmalion en 2019. Ce spin-off prend place entre les tomes 5 et 6 de la série principale et doit comporter au moins trois tomes,. La même année parait un roman indépendant, La nouvelle, qui raconte l'histoire de Gabriel, collégien en Bretagne, et de Haya, qui a fui la guerre dans son pays. Il évoque les thèmes de l'exil et de la nostalgie. Il fait partie des finalistes du Prix dimoitou. 
En 2020 parait le premier tome d’une nouvelle saga destinée aux 10-13 ans, Le Collège maléfique : Le marche-rêves. Le roman raconte l'histoire d’Emma Dreamaker, une adolescente de 13 ans, qui cache un secret : elle peut s’introduire dans les rêves des autres et rendre ce rêve réel.
En 2023 parait la série Les Jumeaux Crochemort. La saga raconte l'histoire de Silence et Oriel Crochemort, âgés de quinze ans. Devenus orphelins, ils sont dans l'obligation d'aller vivre chez leurs grands-parents paternels, propriétaires d'un inquiétant manoir dans une ville maudite où les habitants les rejettent,. 
Parallèlement, l'autrice va régulièrement à la rencontre des jeunes lecteurs,,. 

### Vie privée
Cassandra O'Donnell vit depuis plusieurs années près d'Evreux, en Normandie,,.

## Publications

### UniversRebecca Kean

#### SérieRebecca Kean
1. Traquée, J'ai lu, coll. « Darklight », 2011
2. Pacte de sang, J'ai lu, coll. « Darklight », 2011
3. Potion macabre, J'ai lu, coll. « Darklight », 2012
4. Ancestral, J'ai lu, coll. « Darklight », 2013
5. L'Armée des âmes, J'ai lu, coll. « Darklight », 2014
6. Origines, J'ai lu, coll. « Darklight », 2017
7. Amberath, J'ai lu, coll. « Darklight », 2021

#### SérieLeonora Kean
1. Chasseuse d'âmes, Pygmalion, 2019, 399 p.  (ISBN 978-2-7564-2200-8)Réédité sous forme d'un cycle nommé Dead Garden et constitué de deux tomes, L'Héritière (2024) et La Sentinelle (2025)

Nouvelles
- Yamadut dans le recueil Trolls et Légendes, ActuSF, 2015  (ISBN 9782917689851)

### SérieLes Sœurs Charbrey
1. Sans orgueil ni préjugé, J'ai lu, 2013
2. Un mari récalcitrant, J'ai lu, 2015

### SérieMalenfer
Il s'agit d'une saga jeunesse (pour les 8-12 ans), écrite à partir des idées des élèves de CM1 et de CM2 de l'école primaire d'Hallennes-lez-Haubourdin lors des Halliennales 2013.
Cette saga est composée de deux cycles.

#### CycleTerre des hommes
1. La Forêt des ténèbres, Flammarion, 2014
2. La Source magique, Flammarion, 2015
3. Les Héritiers, Flammarion, 2015

#### CycleTerre de magie
1. Les Sorcières des marais, Flammarion, 2017
2. Terres de glace, Flammarion, 2018
3. Arachnia, Flammarion, 2019
4. La Cité noire, Flammarion, 2021
5. Le Troisième Roi, Flammarion, 2022

### SérieLe Monde secret de Sombreterre
Il s'agit d'une seconde saga jeunesse (pour les 10-11 ans).
1. Le Clan perdu, Flammarion, 2016
2. Les Gardiens, Flammarion, 2016
3. Les Âmes perdues, Flammarion, 2017
  - Sombreterre, Flammarion, 2023Intégrale des trois tomes remaniés par l'autrice

### SérieLa Légende des quatre
Il s'agit d'une troisième saga jeunesse (pour les 10-13 ans).
1. Le Clan des loups, Flammarion, 2018
2. Le Clan des tigres, Flammarion, 2018
3. Le Clan des serpents, Flammarion, 2019
4. Le Clan des aigles, Flammarion, 2020

### SérieLe Collège maléfique
Il s'agit d'une quatrième saga jeunesse (pour les 10-13 ans).
1. Le Marche-rêves, Flammarion, 2020
2. Les Fils d'Asmodeus, Flammarion, 2021
3. La Cible, Flammarion, 2022
4. La Rébellion, Flammarion, 2023

### SérieLes Jumeaux Crochemort
1. La Malédiction, Flammarion Jeunesse, 2023
2. Possession, Flammarion Jeunesse, 2024
3. Damnation, Flammarion Jeunesse, 2025

### Romans indépendants
- Les Aventures improbables de Julie Dumont, Pygmalion, 2016
- La Nouvelle, Flammarion, 2019
- Le Garçon qui ne voulait pas parler, Flammarion, 2021
- Le collège maléfique, Flammarion, 2020

## Récompenses et distinctions
- 2013 : prix Merlin pour Potion macabre[21] (tome 3 de la saga Rebecca Kean)
- 2013 : prix Plume de l'Imaginaire des lecteurs de Plume Libre pour Traquée[22] (tome 1 de la saga Rebecca Kean)
- 2015 : prix Imaginales des écoliers pour Malenfer : la forêt des ténèbres[23] (tome 1 de la saga Malenfer)
- 2019 : Grand Prix des jeunes lecteurs pour Le Clan des loups (tome 1 de la saga La légende des quatre)[24]